# یوکو کاندو
یوکو کاندو (به انگلیسی: Yoko Kando) (زادهٔ ۲۶ سپتامبر ۱۹۷۴) شناگر اهل ژاپن است.